# Orlando Serrell
Orlando Serrell (* 1969 in Newport News, Virginia) ist ein US-amerikanischer Inselbegabter. Er besitzt seine besonderen Fähigkeiten im Gegensatz zu den meisten Inselbegabten nicht von Geburt an.

## Leben
Orlando Serrell stammt aus der Stadt Newport News in Virginia. Er war ein normalbegabter Junge, der gerne Sport trieb, unter anderem Baseball. Im Alter von zehn Jahren wurde er am 17. August 1979 von einem Baseball an der linken Seite seines Kopfes getroffen und verlor daraufhin kurzzeitig das Bewusstsein. Er erzählte seinen Eltern nichts von dem Vorfall und ging auch nicht selbst zum Arzt. Allerdings hatte er nach dem Unfall lange Zeit Kopfschmerzen.
Monate später stellte Serrell fest, dass er sich Dinge wie die Nummernschilder von Autos in beliebiger Zahl merken, Wetterberichte auswendig lernen und fehlerlos die Texte von Popsongs rezitieren konnte. Er hat seitdem kein Detail aus seiner Erinnerung mehr vergessen.
Als die Medien anfingen, sich für seine Fähigkeiten zu interessieren, tauchte er in mehreren lokalen Zeitschriften auf. Im Jahr 2002 trat er an der New Yorker University of Columbia auf und zeigte dort mit Hilfe eines MRTs seine Fähigkeiten. Am 13. Januar 2003 strahlte der Fernsehsender BBC eine Dokumentation über Savants aus, in der auch Serrell zu sehen war.
Orlando Serrell lebt seit seiner Geburt in Newport News, Virginia. Er arbeitet als Hausmeister bei einer Supermarktkette.

## Fähigkeiten
Serrell besitzt seit seinem Unfall ein Kalender-Gehirn: Er merkt sich jedes einzelne Detail eines jeden Tages und kann diese Informationen beliebig rezitieren. Er wendet seine Merkfähigkeit jedoch nicht bewusst an.
Seine Fähigkeiten wurden viele Male von Neurologen und Autismus-Forschern überprüft. Bisher konnte noch nicht geklärt werden, wie es Serrell gelingt, auf seine Gedächtnisinhalte zurückzugreifen. Auch Gehirnscans mit Computertomographen haben keine neuen Erkenntnisse gebracht.
Inzwischen hat Serrell damit begonnen, seine Kalenderfähigkeit auf die Zeit vor seinem Unfall auszuweiten.

## Dokumentationen
- Petra Höfer, Freddie Röckenhaus: Expedition ins Gehirn. Eine Reise in die mysteriöse Welt der Superbegabten in drei Teilen (ARTE und Radio Bremen, 2006, 156 Minuten) zu den Themen Gehirn (E-Hirn, S-Hirn), Savant und Autismus. DVD: ISBN 3-8058-3772-0